# Fissidens excurrentinervis
Fissidens excurrentinervis là một loài Rêu trong họ Fissidentaceae. Loài này được R.S. Williams mô tả khoa học đầu tiên năm 1903.